# Marco Petrônio Umbrino
Marco Petrônio Umbrino (em latim: Marcus Petronius Umbrinus) foi um senador romano nomeado cônsul sufecto para o nundínio de setembro a outubro de 81 com Lúcio Carmínio Lusitânico. Foi governador da Lícia e Panfília entre 79 e 80 e membro dos septênviros epulões. O imperador Tito faleceu durante o seu mandato. Acredita-se ter sido o autor da Lex Petronia de servis, que passou a exigir a aprovação de um magistrado para que escravos pudessem ser utilizados em lutas contra animais selvagens.